# Annona inconformis
Annona inconformis este o specie de plante angiosperme din genul Annona, familia Annonaceae, descrisă de Henri François Pittier. Conform Catalogue of Life specia Annona inconformis nu are subspecii cunoscute.